# Edith Quimby
Edith Hinkley Quimby (Rockford, Illinois, 10 de juliol de 1891 – Manhattan, Nova York, 11 d'octubre de 1982) va ser una investigadora en medicina i física, pionera en l'ús d'elements radioactius en medicina i en l'estudi de mètodes de protecció enfront dels efectes nocius de les radiacions ionitzants, en el camp de la medicina nuclear.

## Vida i educació
Va néixer el 10 de juliol de 1891 a Rockford (Illinois), filla d'Arthur S. Hinkley, pagès i arquitecte, i de Harriet Hinkley. El 1912, es va graduar en matemàtiques i física al Whitman College a Washington. Després d'un breu temps treballant de professora de secundària, el 1914 va obtenir una beca per realitzar un màster a la Universitat de Califòrnia. Mentre estudiava pel seu grau de màster, que va obtenir el 1916, es va casar amb Shirley L. Quimby, el 1915. Va morir amb 91 anys, l'11 d'octubre de 1982.

## Carrera i llegat
El 1919, juntament amb el seu marit, es va traslladar a Nova York, on va aconseguir una feina al Memorial Hospital for Cancer and Allied Diseases com a física ajudant de Gioacchino Failla; el 1932 va esdevenir física titular. La seva recerca al Memorial Hospital se centrava en l'estudi de les dosis segures de radiació a la medicina, observant l'energia emesa pels materials potencialment emprats a la medicina nuclear així com la quantitat de radiació absorbida pel cos provenint de diferents fonts. També va estudiar el potencial de materials radioactius sintetitzats per tractar el càncer i en altres aplicacions de recerca en medicina. El 1941 es va incorporar al Cornell University Medical College com a professora adjunta de radiologia. El proper any va esdevenir professora titular de física de les radiacions a la Facultat de Medicina i Cirurgia de la Universitat de Colúmbia. Va ser promocionada a professora catedràtica el 1954 fins que es va jubilar el 1960, després va seguir com professora emèrita fins al 1982.
La recerca d'Edith Quimby va permetre determinar i estandarditzar les dosis exactes de radiació per aplicar-les directament als tumors amb el mínim d'efectes col·laterals. Va ser la primera a establir els límits de radiació que pot tolerar el cos humà.

## Reconeixements
Edith Quimby va rebre molts premis per la seva feina al llarg de tota la seva carrera i va formar part de diverses societats científiques. El 1940, l'American Radium Society li va atorgar la Janeway Medal. L'any següent, se li va atorgar la Medalla d'Or de la Radiological Society of North America. El 1954 va ser elegida presidenta de l'American Radium Society. El 1963, l'American College of Radiology la va honorar amb la seva Medalla d'Or.

## Premi amb el seu nom
Va ser una dels primers membres de l'American Association of Physicists in Medicine (AAPM) i en honor seu es va instituir l'Edith H. Quimby Lifetime Achievement Award, premi que s'atorga a socis o sòcies de l'AAPM en reconeixement de la seva carrera.